# 上野裕貴
上野　裕貴（うえの　ひろたか、1992年7月15日 - ）は日本のモデル。福島県出身、身長174cm。ジャスティモデルエージェンシー所属。

## 人物・エピソード
- 特技は極少の折り紙を折ること
- 趣味は、ピアノ、料理、温泉巡り。
- 2011年に上京し、大学に入学。その年の10月、ワタナベエンターテイメントカレッジ入学。2012年9月にワタナベエンターテイメントカレッジ10月一期生卒業。

## 経歴

### モデル
- 2013年： 『東京渋谷コレクションwinter collection&Trial stage 2013』

### 舞台
- 2012年： 『そして幕は上がる』WEC卒業公演

### 映画
- 2012年：『全力の唄』　競輪選手役

### ドラマ
- 2012年：『サマーレスキュー』　研修医役
- 2012年：『GTO』　大学生役
- 2012年：『恋愛ニート〜忘れた恋のはじめ方』　友人役
- 2012年：『ティーンコート』　カップル役
- 2012年：『さよならキノコ』　大学生役

### CM
- 2012年：『コカ・コーラ』

### バラエティ
- 2012年：『笑う!アメカン』